# Chalybs hassan
Chalybs hassan is een vlinder uit de familie van de Lycaenidae. De wetenschappelijke naam van de soort werd als Papilio hassan in 1790 gepubliceerd door Caspar Stoll.

## Synoniemen
- Thecla esmeralda Jones, 1912
- Chalybs schmidtmummi Johnson, Eisele & MacPherson, 1993